# Estany de la Grava
L'Estany de la Grava és un estany del Pirineu, situat en el terme comunal d'Angostrina i Vilanova de les Escaldes, a l'Alta Cerdanya, de la Catalunya del Nord.
És a 2.523,5 metres d'altitud, entre el Puig de la Grava, que fa 2.673,2 metres d'altitud, i el Puig de la Cometa, de 2.763 metres, més a prop d'aquest darrer. Té a llevant seu l'Estany Blau i, més lluny, el Petit Estany Blau. Com tots els estanys esmentats, pertany a la conca de la Tet.
L'Estany de la Grava és un indret visitat habitualment per les rutes excursionistes del sector nord del Massís del Carlit.